# Magical Mystery Tour (노래)
〈Magical Mystery Tour〉는 비틀즈의 곡으로, 음반의 첫 곡이자 주제곡, 같은 이름의 더블 EP와 TV 영화이다. 그들의 다른 영화 프로젝트를 위한 주제곡과는 달리, 그 곡은 싱글로 발매되지 않았다.

## 참여 인원
비틀즈
- 폴 매카트니 – 리드와 백킹 보컬, 피아노, 베이스 기타, 링마스터의 목소리, 타악기
- 존 레논 – 리드와 백킹 보컬, 어쿠스틱 기타, 타악기
- 조지 해리슨 – 하모니 보컬,[1] 리드 기타, 타악기
- 링고 스타 – 드럼, 타악기

추가 음악가
- 멀 에반스 – 타악기
- 닐 아스피날 – 타악기
- 데이비드 메이슨 – 트럼펫
- 엘가 호와트 – 트럼펫
- 로이 코페스테이크 – 트럼펫
- 존 윌브라함 – 트럼펫